# Canti (Carmelo Bene)
I Canti è una lettura tenuta da Carmelo Bene dei Canti di Giacomo Leopardi.

## Edizioni
Teatro
- Canti, di Giacomo Leopardi. Recanati, Piazza Leopardi (12 gennaio 1987).
- Voce dei Canti – Giacomo Leopardi, spettacolo in forma di concerto. Musiche di G. Giani Luporini. Pianoforte: S. Bergamasco. Roma, Teatro Olimpico (5 giugno 1997)

Televisione
- 1987 - Carmelo Bene e i canti di Giacomo Leopardi; intervista introduttiva con M. Grande e Vanni Leopardi e lettura dei Canti di C.B.; riprese in diretta da Villa Leopardi e in piazza Leopardi a Recanati; regia televisiva F. Di Rosa; trasmesso il 12/9/1985, Rai 3.
- 1998 - Carmelo Bene e la voce dei Canti, dai Canti di Giacomo Leopardi, regia e interprete C.B; musiche di G. Giani Luporini; pianoforte solista S. Bergamasco; tecnici del suono D. D'Angelo, A. Macchia; montaggio M. Contini; direttore di studio T. Fario; luci D. Ronchieri; produzione Nostra Signora S.r.l., Rai e l'Assessorato alla Cultura di Roma; trasmesso in sette puntate di circa 30' dal giugno al luglio 1998 da Rai 2.

Radio:
- 1998 – Carmelo Bene e la voce dei Canti di Giacomo Leopardi.